# بيغونيا فيا دوفريسني
بيغونيا فيا دوفريسني بيرينيا  (بالإسبانية: Begoña Vía Dufresne Pereña، ولدت في 13 فبراير 1971، برشلونة، إسبانيا) لاعبة إسبانية، تنافست في سباق القوارب الشراعية، تخصصت في فئة 470. هي شقيقة لاعبة سباق القوارب الشراعية الإسبانية ناتاليا فيا دوفريسني.
حصلت على الميدالية الذهبية في دورة الألعاب الأولمبية الصيفية عام 1996، كما حازت على ميداليتين ذهبيتين في بطولات العالم للشراع في فئة 470.

## إنجازاتها

### الألعاب الأولمبية الصيفية
- 1996 أتلانتا  الولايات المتحدة:  ميدالية ذهبية للشراع في فئة 470.

### بطولة العالم للقوارب الشراعية فئة 470
- 1995 تورونتو  كندا:  ميدالية ذهبية للشراع في فئة 470.
- 1996 بورتو أليغري  البرازيل:  ميدالية ذهبية للشراع في فئة 470.